# Vysavač Omega

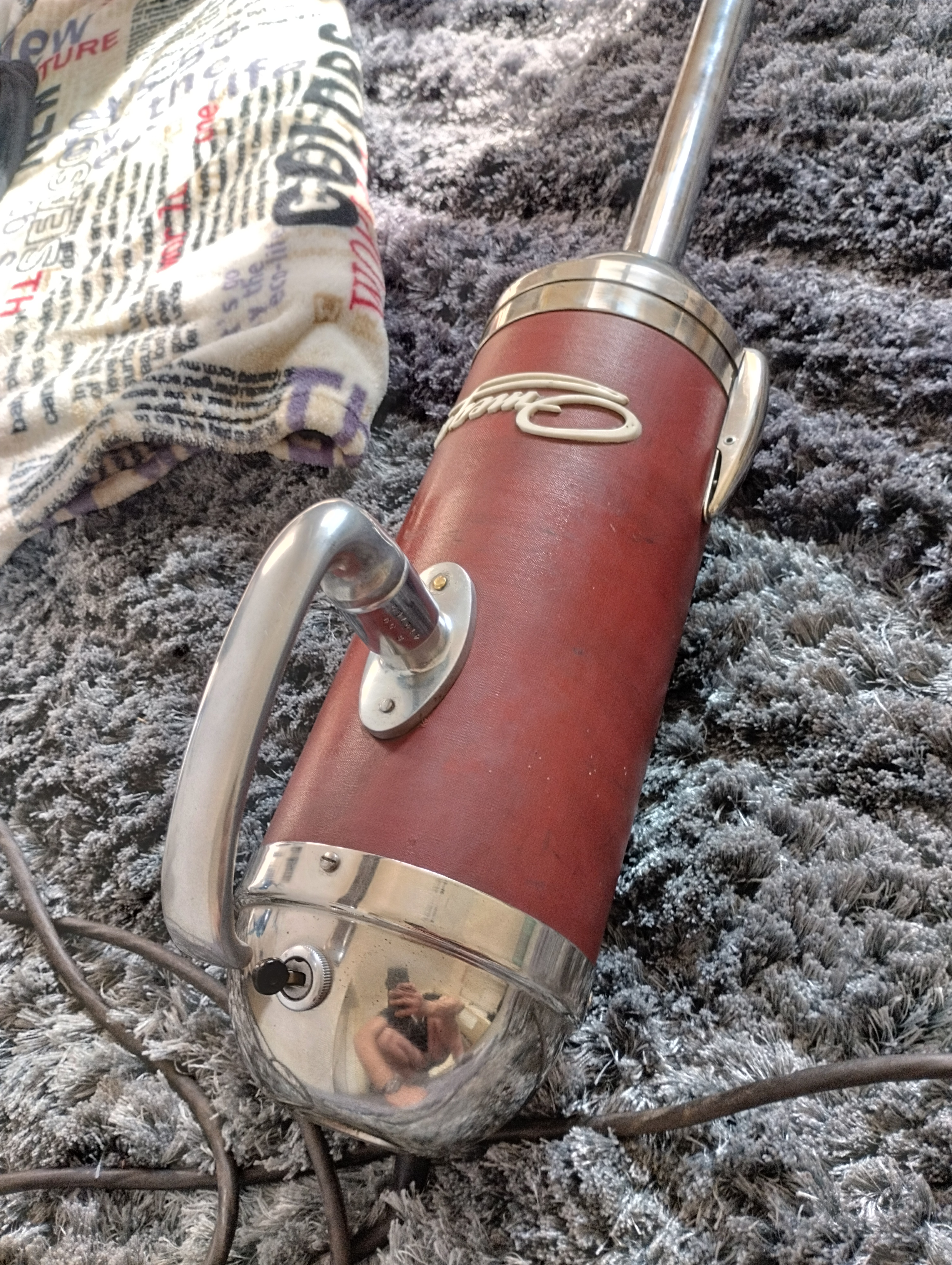
Omega HS 1060 1959

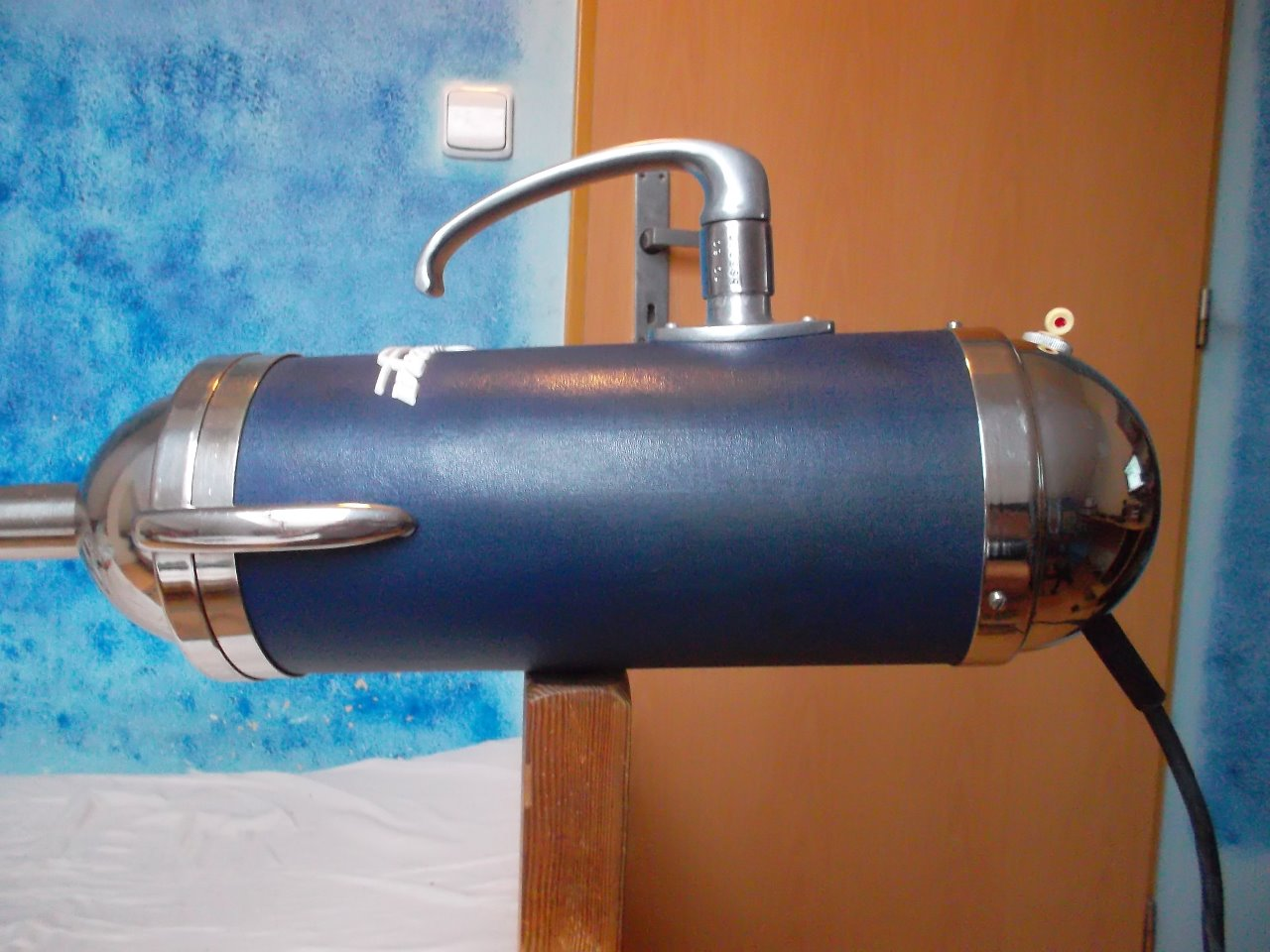
Omega 1060/11960

Omega 1060 je malý ruční jednoduchý vysavač firmy Omega sídlící v německém Altenburgu. Vyráběl se v letech 1956-1969. Jednalo se o velice oblíbený vysavač vyráběný v NDR a oblíbený i v Československu. Vysavač prošel modernizací v roku 1962, kdy dostal inovovaný motor a různé zlepšení a v roce 1964 pod označením 1060/1 výkonný motor o příkonu 250 W  oproti 175W původního typu 1060  ,který se vyráběl i nadále. Inovované vysavače se odlišují menším logem výrobce, aretačními kolíky na trubicích , v časech NDR se k vysavačům dodávali i papírové sáčky .  
Dnes je sběratelsky ceněn pro jeho design, a nutno vyzdvihnout i kvalitní zpracování . Ve své době představoval snadno dostupný a spolehlivý spotřebič .    

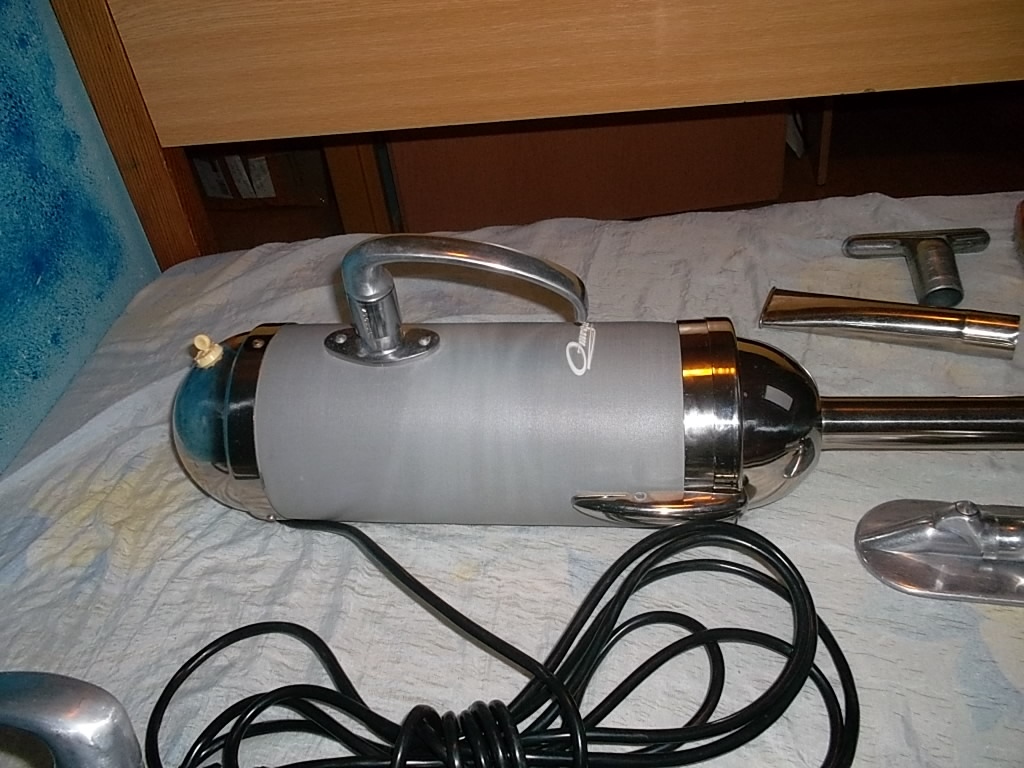
Omega 1060.1. 1965

- Kobercová kloubová hubice , lze jí snadno vysávat jemné koberce i pod postelí, provedena z hliniku, později z plastů
- Kartáč, opět na vysávání koberců i podlah lépe bere větší smetí

Provedení ze dřeva a kovu,později byl pouze k dodatečné montáži na předchozí typ 
- malá hubice, na polštáře a čalounění ,hliník, později dostal
- zcela jiný tvar a plast
- štěrbinová hubice, na štěrbiny v čalounění prvně chromové,později plast
- 1x zahnutá trubice, 1x rovná trubice , či trubice s gumovým madlem

Všechno příslušenství společně z vysavačem bylo dodáváno v tašce či v kufříku 
Vysavač má i otočnou hliníkovou rukojeť tu lze přetáčet podle toho co zrovna vysáváme . Tělo je z kliženého tvrdého papíru a lakovaného textilu, konce jsou ocelové pochromované. 
Trubice u modelu 1060/1 mají aretaci proti vysunutí ,vysavač díky jinemu motoru má odlišné vnitřní uspořádání zejm uložení motoru vypínače byli zprvu bakelitové z ocelovou páčkou a později byl tento vypínač nahrazen celoplastovým provedením.
Vysavač se dodával ve vínově červené,modré,odstínech zelené,šedé a slonové kosti.  
Omega 1060 /1060-1
Ruční vysavač :
Výrobce:VEB Elektrowärne Altenburg DDR.            Motor: EM 70-30. VEB Elektrogeräte Suhl            220V 50 Hz.,175W ,14 000 ot.min. výkon 90 W.          Sáček hadrový z možností papírového Filtru .
Od:01-1962.                                                      VEB Elektrogeräte Suhl                                  
Motor : EM 73-42/4 .175W 50Hz. 14 000 ot.výkon 100.Watt  
1060-1
Motor: VEB Elektrogeräte Suhl                               220V 50Hz. 250W.14 500 ot.min         